# Il cane che parla
Il cane che parla è un romanzo giallo scritto da Giorgio Scerbanenco e pubblicato nel 1942. È il quinto romanzo del ciclo di Arthur Jelling, il singolare funzionario della polizia di Boston creato da Scerbanenco.

## Trama
Arthur Jelling si trova ad affrontare uno dei casi più strani della sua carriera, quando un cane viene trovato accanto al corpo di un uomo assassinato. Il cane sembra emettere suoni che assomigliano a parole, il che porta Jelling a investigare su una serie di personaggi eccentrici e situazioni misteriose. La chiave per risolvere il caso potrebbe risiedere proprio nell'insolito comportamento del cane.

## Edizioni
- Il cane che parla, in Supergiallo n.11, Milano, Arnoldo Mondadori Editore, 1943. - Collana Gialli Italiani Mondadori n.12, 1979.
- Il cane che parla, a cura di Roberto Pirani, Collana La memoria n.790, Palermo, Sellerio, 2011,  p. 260, ISBN 88-389-2391-0.
- Il cane che parla, Prefazione di Cecilia Scerbanenco, Collana Oceani, Milano, La nave di Teseo, 2023, ISBN 978-88-346-0735-0.